# Alonzo Mitz
Alonzo Loqwone Mitz (Henderson, 5 giugno 1963) è un ex giocatore di football americano statunitense che ha militato nel ruolo di linebacker nella National Football League (NFL).

## Carriera
Mitz fu scelto nel corso dell'ottavo giro (211º assoluto) del Draft NFL 1986 dai Seattle Seahawks. Vi giocò dal 1986 al 1989 e nella stagione 1988 fece parte della squadra che vinse il primo titolo di division della storia della franchigia. Chiuse la carriera con i Cincinnati Bengals nel 1991 e 1992.